# Santiago de Querétaro
Santiago de Querétaro è la capitale dello stato di Querétaro, situato nella parte centrale del Messico, sul bassopiano del Bajío. Nel 2010 contava 1 049 777 abitanti, titolari del reddito annuo pro capite più alto dell'intero Messico (20000 $), ed i suoi abitanti sono chiamati queretanos.
Il nome coloniale originale fu "Santiago de Querétaro", nome che dopo l'indipendenza del Messico (1821) divenne semplicemente Querétaro o Città di Querétaro. Dopo essere entrata a far parte del Patrimonio dell'umanità nel 1996, riprese il suo nome originale di "Santiago de Querétaro", anche se al di fuori del suo Stato è ancora poco conosciuta con il suo nome completo.
Prima della conquista spagnola il nome originale dell'area nella lingua dei P'urhépecha o Taraschi era K'eretarhu cioè "luogo della gran città". Il nome nella lingua degli Otomi era Ndämxei, mentre nella lingua Náhuatl degli Aztechi era Tlachco: entrambi i nomi significavano "luogo del gioco della palla".

## Storia

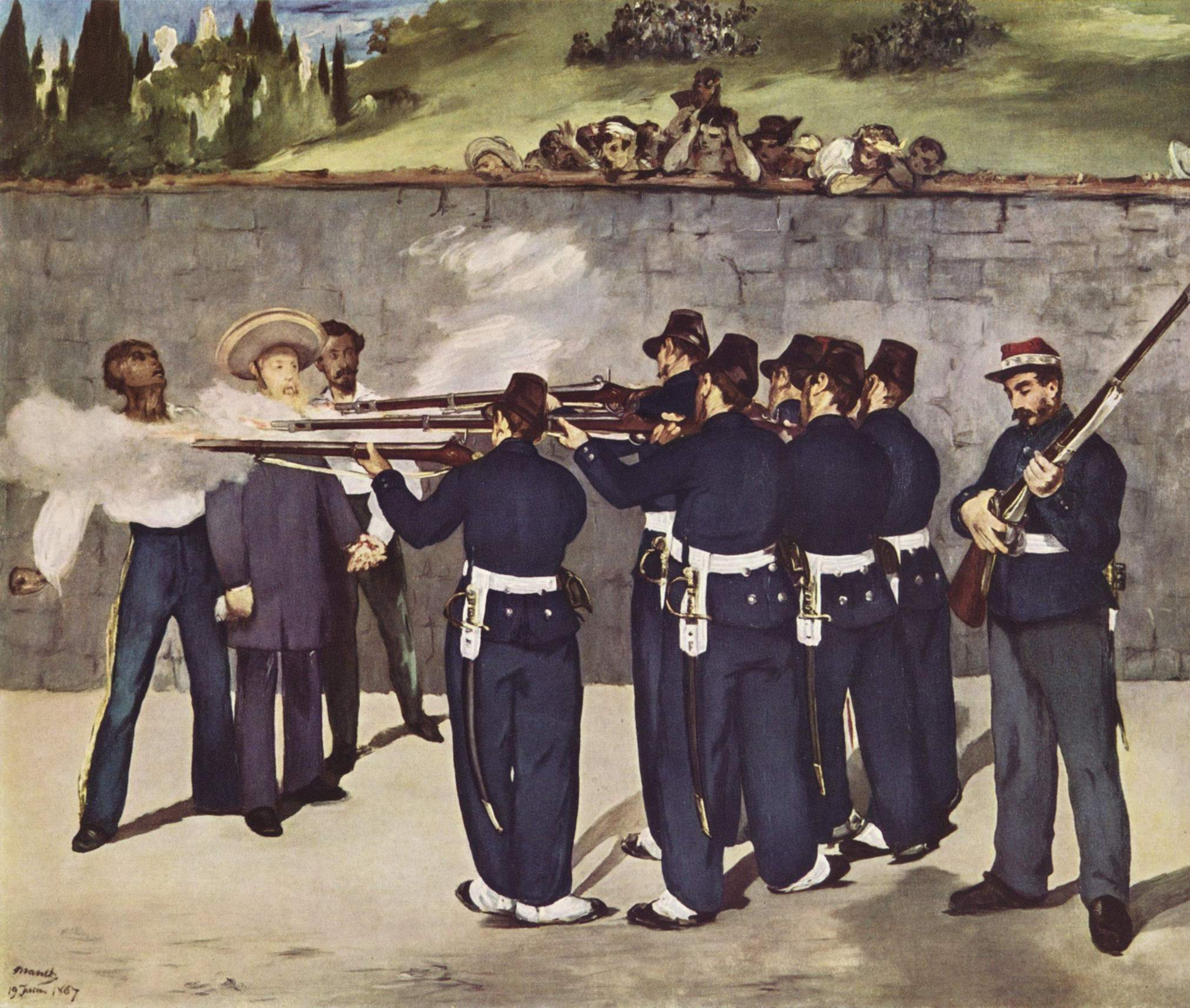
L'esecuzione dell'imperatore Massimiliano di Édouard Manet.

La città fu fondata il 25 luglio 1531 (giorno dell'apostolo San Giacomo il Maggiore, Santiago el Mayor in spagnolo), per opera del conquistador spagnolo Hernán Pérez de Bocanegra y Córdoba e dell'indio Otomí Conín (poi noto col nome di Fernando de Tapia). Stando alla leggenda narrata da frate Isidro Félix de Espinoza, i resistenti di etnia Otomi e Chichimeca sarebbero stati sul punto di sconfiggere gli spagnoli di Bocanegra e Tapia quando il sole sarebbe stato oscurato da una improvvisa eclisse totale e il santo patrono di Spagna, Santiago, sarebbe apparso in sella ad un cavallo bianco con una croce rosa, così terrorizzando l'esercito indigeno e inducendolo alla resa.
Tra il 1726 e il 1738 vi fu costruito un acquedotto di 1280 metri di lunghezza e 23 metri di altezza e con ben 75 archi, parte dei quali attraversano la città con un effetto panoramico. Sempre all'inizio del XVIII secolo vi furono realizzati la chiesa di San Francesco, cattedrale cittadina fino al XX secolo, e l'attuale Museo de Arte, originariamente adibito a monastero agostiniano, ritenuto uno dei maggiori monumenti barocchi dell'intero paese.
Nel 1867 la città fu teatro dell'ultima resistenza e dell'esecuzione dell'imperatore Massimiliano I del Messico. Dopo l'abbandono del Messico da parte di Napoleone III, nel febbraio 1867 Massimiliano vi si era infatti ritirato sostenendo per alcune settimane l'assedio delle forze di Benito Juárez. L'11 maggio Massimiliano tentò una sortita attraverso le linee nemiche, ma fu catturato, sottoposto al giudizio di una corte marziale e condannato a morte. La sentenza fu eseguita il 19 giugno 1867; insieme a Massimiliano furono fucilati i generali Miguel Miramón e Tomás Mejía.
Nel 1917 la Constitución Política de los Estados Unidos Mexicanos (Costituzione Politica degli Stati Uniti Messicani) vi fu promulgata dal presidente costituzionale Venustiano Carranza. Nel 1996 l'area storica monumentale della città è entrata a far parte del Patrimonio dell'umanità dell'UNESCO.